# Okmulgee (Oklahoma)
Okmulgee – miasto w Stanach Zjednoczonych, w stanie Oklahoma, siedziba administracyjna hrabstwa Okmulgee.